# Eudromia formosa
Eudromia formosa е вид птица от семейство Тинамуви (Tinamidae).

## Разпространение
Видът е разпространен в Аржентина и Парагвай.